# Symmerista sigea
Symmerista sigea är en fjärilsart som beskrevs av William Schaus 1928. Symmerista sigea ingår i släktet Symmerista och familjen tandspinnare. Inga underarter finns listade i Catalogue of Life.